# Gubo (köpinghuvudort i Kina, Jiangsu Sheng, lat 31,40, long 118,92)
Gubo (kinesiska: 古柏) är en köpinghuvudort i Kina. Den ligger i provinsen Jiangsu, i den östra delen av landet, omkring 75 kilometer söder om provinshuvudstaden Nanjing. Antalet invånare är 36 332. Befolkningen består av 17 910 kvinnor och 18 422 män. Barn under 15 år utgör 10,0 %, vuxna 15-64 år 75 %, och äldre över 65 år 14,0 %.
Runt Gubo är det tätbefolkat, med 530 invånare per kvadratkilometer. Närmaste större samhälle är Yangjiang, 12,7 km sydväst om Gubo. Trakten runt Gubo består till största delen av jordbruksmark.
Genomsnittlig årsnederbörd är 1 612 millimeter. Den regnigaste månaden är juli, med i genomsnitt 270 mm nederbörd, och den torraste är januari, med 50 mm nederbörd.